# 真弓快車
真弓快車，是日本純種競賽馬匹。生涯活躍於短途賽事，共獲獎金2億4899萬7000日圓，總戰績11戰5勝，名次分佈為5-2-0-4。主要勝場包括2007年短途馬錦標，成爲為1984年日本引入分級賽制度後，繼1992年西野花以來第二匹贏得此賽事的3歲雌馬。2008年3月現役期間因大腸炎進入栗東訓練中心診所治療，於4月因急性心臟衰竭去世。

## 出賽前
2004年3月5日出生於北海道千歲市社台牧場，成長途中被醫生兼馬主戶佐真弓購入。
其後交由栗東訓練中心練馬師石坂正訓練。

## 競賽生涯

### 2歲
2006年7月22日出戰小倉競馬場2歲新馬戰，但於雖然於直路上發揮優秀的末腳成功衝出，但由於斜行浪費腳程之下仍然未能超越前方的Charmant Reine，最終以第二名完賽。
其後出戰2歲未勝利戰，本次比賽一直保持於先頭第二位置下於直路輕鬆超越領放馬，最終以1/2馬位優勢奪得首勝利。
9月3日出戰小倉兩歲錦標，比賽初段雖然其處於外檔起步，但仍然以積極的策略搶佔先頭位置，並於最後彎道取得領先。進入直路後，即使其於此次保持高速於先頭位置，但仍然有餘力跑出全場最快末腳，最終拉開第二名2 1/2馬位下取得首個分級賽冠軍。
短暫放草後於11月5日出戰夢幻錦標，重新夥拍於2歲新馬戰時合作過的騎師武豐。比賽開始後，其於中團位置展開推進，並於通過彎道時候開始逐步發力。進入直路後，其以優秀的反應繼續加速，最終於最後200米開始不斷拉開後方迫近的Excuse及Hello Speed，以5馬位的巨大優勢及破紀錄的1分20.3秒完賽時間取得連勝。
12月3日出戰一級賽阪神兩歲牝馬錦標，賽前因目前連勝的原因取得第一人氣。比賽開始後，其繼續採用擅長的先頭戰術於內欄約莫第三的位置推進，並於比賽途中保持穩定節奏。進入直路後，其輕鬆加速超越前方的兩匹賽駒，並於最後200米處於獨走的狀態。然而此時外檔的伏特加突然爆發速度不斷縮短距離，最終其無法抵擋對手的攻勢下以頸位差距憾負。

### 3歲
2007年其以櫻花賞前哨戰雌馬賽作爲首戰，由於強敵之一的伏特加選擇出戰另一場前哨戰鬱金香賞而缺席，其以1.1倍獨贏賠率取得壓倒性的第一人氣。比賽開始後，其選擇於第三、四左右的位置推進，進入直路後成功加速衝出，最終以2 1/2馬位優勢壓贏後方賽駒取得勝利。
其後按照計劃出戰櫻花賞，比賽初段保持於先頭第二的位置推進，然而進入直路後逐漸力弱，最終失速之下僅獲得第七。

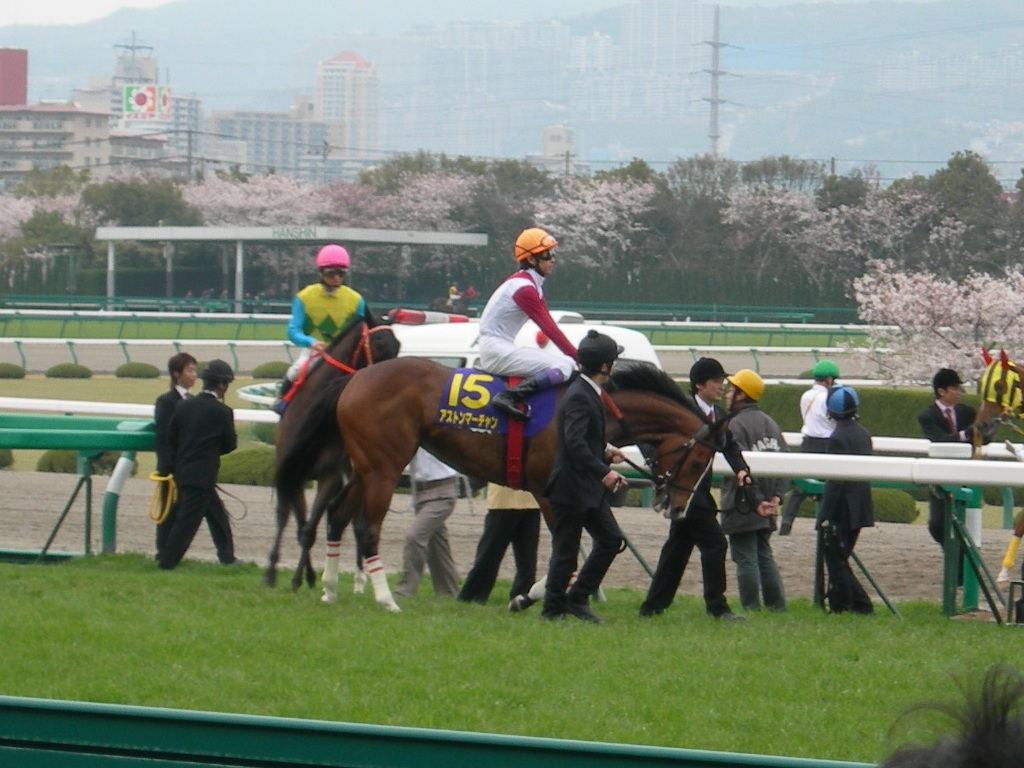
櫻花賞入場

完成櫻花賞後陣營意識到其於距離適性上的短板，因而決定避戰NHK一哩賽及優駿牝馬（日本橡樹大賽）並直接以秋季的短途馬錦標作爲最大目標，亦於此時安排其前往放草。
放草完成後於8月出戰北九州紀念作爲熱身，雖然比賽途中一直處於有利位置，但無法保持速度下最終以第六完賽。
9月30日出戰短途馬錦標，賽前落後人馬錦標冠軍Sans Adieu及高松宮紀念冠軍鈴鹿鳳凰取得第三人氣。比賽開始後，其隨即搶佔內欄位置進行領放，於比賽初段經已拉開後方賽駒3馬位的差距。進入直路後，其繼續保持速度加速，最終成功保持優勢壓贏同爲先頭部隊的Sans Adieu及愛火重燃，拉開3/4馬位取得首個一級賽冠軍，亦成爲自日本於1984年引入分級制以來，繼西野花後第二匹勝出此賽事的3歲雌馬。
10月27日出戰天鵝錦標，然而於比賽途中失速下以第十四大敗。
其後陣營原定安排其遠征香港出戰短途馬錦標，但受到馬流感影響下香港賽馬會規定抵港賽駒需要接受長達1個月的檢疫，因而此計劃被擱置。

### 4歲
2008年以絲路錦標作爲首戰，雖然賽前獲得第一人氣，但於比賽途中再度因爲失速而沉底，最終以第十大敗。
其後原定以高松宮紀念作爲目標訓練，但於3月3日因大腸炎體態急轉直下，陣營決定避戰賽事並將其送往栗東訓練中心診療所接受治療。
然而於4月21日，其仍然因急性心臟衰竭死亡，享年僅4歲。

### 詳細賽績
| 日期       | 舉辦國家 | 馬場 | 距離   | 級別   | 賽事名稱         | 負重 | 騎師     | 馬號 | 出馬 | 名次 | 時間   | 頭馬（二馬）         |
| ---------- | -------- | ---- | ------ | ------ | ---------------- | ---- | -------- | ---- | ---- | ---- | ------ | -------------------- |
| 22/7/2006  | 日本     | 小倉 | 草1200 |        | 2歲新馬          | 54   | 武豐     | 3    | 13   | 2    | 1:08.2 | Charmant Reine       |
| 6/8/2006   | 日本     | 小倉 | 草1200 |        | 2歲未勝利        | 54   | 和田龍二 | 1    | 13   | 1    | 1:08.9 | （Entrain）          |
| 3/9/2006   | 日本     | 小倉 | 草1200 | GIII   | 小倉兩歲錦標     | 54   | 鮫島良太 | 12   | 14   | 1    | 1:08.4 | （Nishino Mao）      |
| 5/11/2006  | 日本     | 京都 | 草1400 | GIII   | 夢幻錦標         | 54   | 武豐     | 12   | 14   | 1    | 1:20.3 | （Excuse）           |
| 3/11/2006  | 日本     | 阪神 | 草1600 | GI     | 阪神兩歲牝馬錦標 | 54   | 武豐     | 9    | 18   | 2    | 1:33.1 | 伏特加               |
| 11/3/2007  | 日本     | 阪神 | 草1400 | JpnII  | 雌馬賽           | 54   | 武豐     | 12   | 16   | 1    | 1:21.8 | （Amano Cherry Run） |
| 8/4/2007   | 日本     | 阪神 | 草1600 | JpnI   | 櫻花賞           | 55   | 武豐     | 15   | 18   | 7    | 1:34.9 | 大和赤驥             |
| 12/8/2007  | 日本     | 小倉 | 草1200 | JpnIII | 北九州紀念       | 53   | 岩田康誠 | 7    | 16   | 6    | 1:08.1 | Kyowa Roaring        |
| 30/9/2007  | 日本     | 中山 | 草1200 | GI     | 短途馬錦標       | 53   | 中館英二 | 7    | 16   | 1    | 1:09.4 | （Sans Adieu）       |
| 27/10/2007 | 日本     | 京都 | 草1400 | GII    | 天鵝錦標         | 55   | 中館英二 | 6    | 18   | 14   | 1:22.3 | 超級黃蜂             |
| 10/2/2008  | 日本     | 京都 | 草1200 | GIII   | 絲路錦標         | 56   | 武豐     | 12   | 16   | 10   | 1:10.0 | 精雕微琢             |

## 血統簡介
父系喜高善爲日本賽駒，生涯戰績優秀，尤其活躍於一哩賽事，曾勝出朝日盃三歲錦標及安田紀念。祖父高善爲美國賽駒，生涯戰績優秀，曾勝出一級賽育馬者盃一哩大賽。
母系Rustling Copse爲美國生產的日本賽駒，生涯戰績不佳僅勝出三場賽事。外祖父木人亦爲美國賽駒，曾勝出分級賽，爲著名種馬淘金者子嗣。

### 血統簡介
| 父線：Fortino系（Grey Sovereign系）    |                              |                 |                |
| 種馬 喜高善 1996年（灰色）             | 高善 1980年（灰色）          | Caro            | Fortino        |
| 種馬 喜高善 1996年（灰色）             | 高善 1980年（灰色）          | Caro            | Chambord       |
| 種馬 喜高善 1996年（灰色）             | 高善 1980年（灰色）          | Ride the Trails | Prince John    |
| 種馬 喜高善 1996年（灰色）             | 高善 1980年（灰色）          | Ride the Trails | Wildwook       |
| 種馬 喜高善 1996年（灰色）             | Admire McArdy 1991年（栗色） | 北方風味        | 北地舞人       |
| 種馬 喜高善 1996年（灰色）             | Admire McArdy 1991年（栗色） | 北方風味        | Lady Victoria  |
| 種馬 喜高善 1996年（灰色）             | Admire McArdy 1991年（栗色） | Mrs McArdy      | Tribal Chief   |
| 種馬 喜高善 1996年（灰色）             | Admire McArdy 1991年（栗色） | Mrs McArdy      | Hinina         |
| 繁殖雌馬 Rustling Copse 1993年（棗色） | 木人 1983年（栗色）          | 淘金者          | Raise a Native |
| 繁殖雌馬 Rustling Copse 1993年（棗色） | 木人 1983年（栗色）          | 淘金者          | Gold Digger    |
| 繁殖雌馬 Rustling Copse 1993年（棗色） | 木人 1983年（栗色）          | Playmate        | Buckpasser     |
| 繁殖雌馬 Rustling Copse 1993年（棗色） | 木人 1983年（栗色）          | Playmate        | Intriguing     |
| 繁殖雌馬 Rustling Copse 1993年（棗色） | Fieldy 1983年（棗色）        | Northfields     | 北地舞人       |
| 繁殖雌馬 Rustling Copse 1993年（棗色） | Fieldy 1983年（棗色）        | Northfields     | Little Hut     |
| 繁殖雌馬 Rustling Copse 1993年（棗色） | Fieldy 1983年（棗色）        | Gramy           | Tapioca        |
| 繁殖雌馬 Rustling Copse 1993年（棗色） | Fieldy 1983年（棗色）        | Gramy           | Gracile        |
| 雌系：號族：2-n                        |                              |                 |                |
| 五代內近親交配：北地舞人 4×4           |                              |                 |                |

## 命名由來
名字中，Aston（アストン）出自英國跑車及旅行車製造商雅士頓·馬田，香港取其意，翻譯为「快車」，Machan（マーチャン）則是馬主戶佐真弓於中學時期的暱稱，是其名字真弓（マユミ）的變體。

## 外部連結
- 真弓快車 netkeiba
- 真弓快車 sportsnavi.com
- 真弓快車 jbis.or.jp
- 真弓快車 racingpost.com
- 血統表